# كلود هسندريكس
كلود هسندريكس (بالإنجليزية: Claude Hendrix)‏ هو لاعب كرة قاعدة أمريكي، ولد في 13 أبريل 1889 في أولاث في الولايات المتحدة، وتوفي في 22 مارس 1944 في ألينتاون في الولايات المتحدة.

## وصلات خارجية
- كلود هسندريكس على موقعبيزبول رفرنس.كوم (الدوري الرئيسي) (الإنجليزية)
- كلود هسندريكس على موقعبيزبول رفرنس.كوم (الدوري الثانوي) (الإنجليزية)